# Jean-Louis Gauthier
Pour les articles homonymes, voir Gauthier.
Jean-Louis Gauthier, né le 22 décembre 1955 à Angoulême et mort le 11 juillet 2014 entre Maine-de-Boixe et Saint-Amant-de-Boixe, est un coureur cycliste français, devenu ensuite soigneur au sein du peloton, spécialement lors de la Grande Boucle.

## Biographie
Athlète d'1,75 m et de 70 kg, il a été licencié en amateur d'abord au SVA Ruelle, puis à l'UCAP Angoulême.
Professionnel de 1978 à 1987, il a remporté deux victoires.
Il remporte la 6e étape du Tour de France 1980 à Compiègne. Il porte pendant une journée le maillot jaune sur le Tour de France 1983.

## Palmarès

### Palmarès amateur
- Amateur
  - 1970-1977 : 45 victoires
- 1976
  - Tour de la Réunion
- 1977
  - Paris-Dreux
  - 3e du Ruban granitier breton

### Palmarès professionnel
- 1979
  - 3e du Grand Prix de Mauléon-Moulins
- 1980
  - 1reb étape du Critérium du Dauphiné libéré (contre-la-montre par équipes)
  - 4e étape du Grand Prix du Midi libre
  - 6e étape du Tour de France
  - 2e de l'Étoile de Bessèges
  - 3e de Paris-Camembert
  - 3e du Tour d'Indre-et-Loire
- 1982
  - 2e du Circuit de l'Indre
- 1983
  - 2e étape du Tour de France (contre-la-montre par équipes)
- 1984
  - 3e du Grand Prix de Saint-Raphaël
- 1985
  - 2e du Grand Prix de Denain

## Résultats sur les grands tours

### Tour de France
10 participations
- 1978 : 69e
- 1979 : 50e
- 1980 : 50e, vainqueur de la 6e étape
- 1981 : 58e
- 1982 : 104e
- 1983 : 76e, vainqueur de la 2e étape (contre-la-montre par équipes),  maillot jaune pendant un jour
- 1984 : 97e
- 1985 : 69e
- 1986 : abandon (12e étape)
- 1987 : 134e

### Tour d'Espagne
1 participation
- 1979 : 52e